# Cappadocia, L'Aquila
Cappadocia là một đô thị thuộc tỉnh L'Aquila trong vùng Abruzzo Ý. Đô thị này có diện tích 67 kilômét vuông, dân số 504 người. Các làng trực thuộc: Petrella Liri, Verrecchie, Camporotondo. Các đô thị giáp ranh gồm: Camerata Nuova (RM), Castellafiume, Filettino (FR), Pereto, Rocca di Botte, Tagliacozzo, Vallepietra (RM)